# Microgomphus lilliputians
Microgomphus lilliputians är en trollsländeart som beskrevs av Fraser 1925. Microgomphus lilliputians ingår i släktet Microgomphus och familjen flodtrollsländor. IUCN kategoriserar arten globalt som otillräckligt studerad. Inga underarter finns listade i Catalogue of Life.